# Rede Sustentabilidade
Rede Sustentabilidade (REDE) è un partito politico brasiliano di ispirazione ambientalista fondato nel 2013 da Marina Silva.